# Ndey Njie
Ndey Njie, född 1987 i Solna församling, är en svensk skådespelare. Hon debuterade 2006 i filmen Säg att du älskar mig. Där spelade hon Persia, en ung flicka som höll sig lite i bakgrunden men fanns där när det behövdes. Ndey Njie har en tvillingsyster som heter Sadie Njie och en lillebror som heter Ousman Jones.